# Анна Марія Таїджі

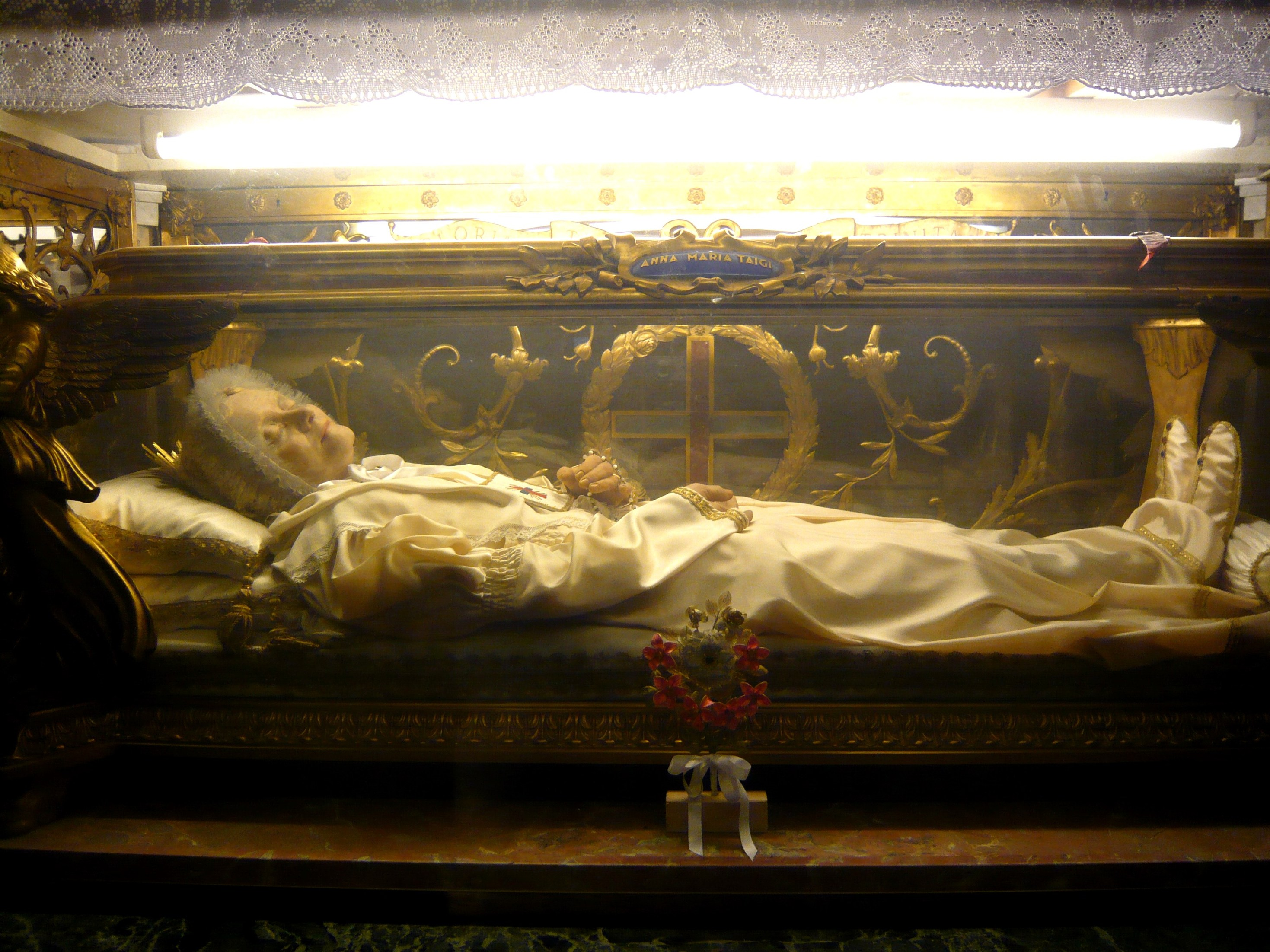
Нетлінне тіло Анни-Марії Таїджі в Базиліці св. Христогона, Рим.

Блаженна Анна Марія Таїджі (29 травня 1769 — 9 червня 1837), при народженні — Анна Марія Джанетті. Блаженна римо-католицької церкви, членкиня світських Тринітаріїв. Протягом життя зазнала низки видінь і неодноразово чула голос Ісуса Христа. Таїджі стала світським Тринітарієм після того, як пережила раптове релігійне навернення взимку 1790 року, перебуваючи в Базиліці святого Петра, і вступила в контакт з низкою кардиналів і відомих духовних осіб, серед яких були святий Вінцент Страмбі та єпископ Бенедикт Джозеф Флагет.
Процес беатифікації розпочався в 1863 році за папи Пія IX після того, як її оголосили Слугою Божою, а папа Бенедикт XV беатифікував її в середині 1920 року.

## Життя
Анна Марія Джанетті народилася в Сієні 29 травня 1769 року як єдина дитина Луїджі Джаннетті та Марії Масі. Її охрестили 30 травня 1769 року в її місцевій парафіяльній церкві іменем «Анна Марія Джезуальда Антонія Джанетті».
Її батько працював фармацевтом у невеликому магазині, в якому він керував у Сієні, але втратив свій статок і був змушений шукати роботу в іншому місці. Луїджі Джанетті переїхав до Риму разом з батьками у 1774 році. Луїджі знайшов роботу домашнім прислугою в Римі. Саме в Римі Анна Марія відвідувала школу, якою керували сестри св. Філіппіні і була там з 1774 по 1776 рік. Після отримання освіти вона працювала в кількох професіях, щоб забезпечити своїх батьків, в тому числі — служницею. За життя в Римі, її часто називали «Аннетою». Вона прийняла таїнство конфірмації (миропомазання) в Латеранській базиліці в 1780 р. та прийняля Перше Причастя у парафіяльній церкві св. Франциска з Паоли у 1782 р.

### Шлюб
7 січня 1789 року вона вступила в шлюб з міланцем Доменіко Таїджі (1761-1850-ті роки) — придворним дворянського будинку сім'ї Кіджі, у церкві Сан-Марчелло-Аль-Корсо. У шлюбі народила семеро дітей. Троє з цих дітей померли немовлятами, а два хлопчика та дві дівчинки — вижили:
- Камілло (помер в 42 роки)
- Алессандро (помер в 35 років)
- Луїджі (помер у віці півтора року)
- П'єтро (помер в два роки)
- Марія (неодружена)
- Софія (вдова покійного Паоло Мікалі та з шістьма дітьми)
- Маргарита

Коли Софія була заручена, вона дозволила своєму нареченому Мікалі часто відвідувати будинок за два місяці до шлюбу, щоб пара могла краще познайомитися, але це відбувалося в присутності Анни Марії та Доменіко. Син Анни Марії Камілло був призваний на воєнну службу. Коли Софія стала вдовою, Таїджі дозволила їй оселитися у себе вдома зі своїми шестима дітьми — її онуками.
Чоловік Анни Марія іноді бував жорстоким і їдким, але відданим дружині. Одного разу, взимку 1790 року вона відвідала Базиліку Святого Петра зі своїм чоловіком Доменіко, де вона наткнутися на сервітського священика Анжело Веранді. Коли Тайджі пішла на сповідь то відчула сильне натхнення відмовитись від марноти, якій вона піддалася; вона плакалась священику: «Отче, у тебе в ногах великий грішник», але священик сказав: «Іди геть, ти не одна із моїх каяльників». Але священик поступився і дозволив їй сповідатися. Потім вона відвідала церкву Сан-Марчелло-аль-Корсо і пішла в сповідальню, де знову зустріла отця Веранді. Через деякий час вона була в церкві Сант-Андреа-делла-Валле і перед Розп'яттям почула Ісуса Христа: "Яке твоє бажання? Йти за Ісусом бідним і нагим і позбавленим усього, чи слідувати за Ним у Його торжестві та славі? Що ти вибираєш? " і вона відповіла: «Я обіймаю хрест мого Ісуса. Я нестиму його, як і Він, у болі та ганьбі. Я очікую від Його рук торжества і слави в майбутньому».
Пізніше Таїджі вступила до світських Тринітаріїв у церкві Сан Карло алле Кваттро Фонтане 26 грудня 1802 року. Вона також любила відвідувати лікарні і, зокрема, любила відвідувати та допомагати пацієнтам у Сан-Джакомо Невиліковних (англ. San Giacomo of the Incurables). Таїджі також пережила низку екстазів і видінь, в яких вона передбачила майбутнє. Таїджі також знала ряд людей, таких як кардинал Карло Марія Педічіні, якого вона знала протягом трьох десятиліть. Одного разу вона лягла спати з безтурботним виразом обличчя коли її погляд упав на небеса, що призвело до того, що її дочка Марія зі сльзами на очах сказала: «Мама померла, мама померла», на що Софія виправила: «Ні! Вона молиться». В результаті Доменіко гаркнув: «Будь тихою, вона спить. Залиш її у спокої, вона не спала минулої ночі». Перед смертю вона зустрілася з першим єпископом Луїсвілля Бенедиктом Джозефом Флагетом, і похвалила його і Сполучені Штати Америки. Мати Наполеона Летиція Рамоліно дізналася про неї і навіть звернулася до неї за духовною порадою. Її духівником був монсеньйор Раффаель Наталі — секретар папи Пія VII, а другим був святий Вінцент Страмбі.

### Пізнє життя
Таїджі також була знайома з такими кардиналами як Луїджі Ерколані, а також із монсеньйором Мастаї — майбутнім папою Пієм IX. Навіть папа Пій VII часто запитував монсеньйора Страмбі про те як поживає Таїджі і посилав їй свої благословення. Папа Лев XII також високо її оцінював, знав її і блаженний Джузеппе Бартоломео Меноккіо (англ. Giuseppe Bartolomeo Menocchio).Сама Таїджі склала молитву до Пресвятої Богородиці, і кардинал Педічіні відніс її до Пія VII, який — в указі 6 березня 1809 р. надав відпуст на 100 днів тим хто читав її раз на місяць, на звичайних умовах. Анна Марія дуже шанувала таких святих (окрім Діви Марії, яку шанують майже усі католики):
- Святий Йосип
- Святий Філіпо Нері
- Святий Франциск з Паоли
- Святий Алойзій Гонзага
- Святий Фелікс де Валуа
- Святий Жан де Мата
- Свята Філомена

Вона відвідала ювілей 1825 року, який скликав Лев XII. Таїджі знала про стан здоров'я цього папи, і перед тим, як він помер у 1829 році, вона побачила одного ранку сонце і молилась за нього, почувши голос, який сказав: «Встань і молись. Мій вікарій готовий прийти до мене, щоб відзвітуватись перед Мною». Його наступник Папа Пій VIII мав слабке здоров'я, вона також передбачила його смерть, і тому молилася за його душу, як це робила з його попередником; вона передбачала, що пантифікат Пія VIII буде коротким, і в кінцевому рахунку успішно передбачила, що кардинал Бартоломео Альберто Капелларі буде обраний папою Григорієм XVI.
Перед тим як Пій VIII помер, вони з монсеньйором Рафаельом Наталі пішли в Базиліку Святого Павла за мурами. Коли приїхав кардинал Альберто Капелларі, Таїджі знаходилась в невеликій капличці, яку Наталі намагався звільнити для кардинала, але вона не пішла. Хоча Капелларі сказав Наталі не турбувати її і клякнув на коліна в іншому місці в роздумах. Коли Анна Марія закінчила молитву то пішла поглянути на кардинала. Наталі запитав її, чому вона це зробила, і вона відверто відповіла: «Це майбутній папа».

### Останні роки і смерть
20 травня 1836 року вона вирушила до Базиліки Святого Павла за мурами і вирішила, що це буде востаннє, коли вона відвідала цю церкву.
24 жовтня 1836 р. вона настільки захворіла, що була прикували до ліжка і більше ніколи не вставала. 2 червня 1837 р. Її гарячка трохи знизилася, але 4 червня вона гарячка посилилась, і тому 5 червня вона попрощалася з тими, хто прийшов до її ліжка, а 6 червня її стан швидко погіршився. 8 червня вона отримала таїнство Єлеопомазання.
9 червня 1837 р. Таїджі помела о 4:00. Кардинал Педічіні одразу надіслав листа кардиналу Карло Одескалькі, в якому повідомив його про її смерть. Її останки були виставлені до 11 червня в церкві Санта-Марія-ін-Віа-Лата і поховані в Кампо Верано, де — за наказом Григорія XVI — її останки були укладені у свинцевий гріб із закріпленими на ньому печатками. Монсеньйор Наталі попросив зробити посмертну маску перед її похованням, а кардинал Одескалькі наказав Наталі скласти всі документи, щоб монсеньйор Лукет опублікував біографічний звіт про її життя. Кардинал Педічіні часто відвідував її могилу, а кардинал капуцин Людовіко Мікара завжди зберігав зображення її на собі.. Священик ордену Мініми, Преподобний Бернардо Клаузі сказав про неї: «Якщо вона не на Небі, то там немає місця ні для кого». Святий Вікентій Паллотті похвалив її після смерті за її благочестя і життя в святості.
Її рештки були перенесені в церкву Сан Крізогоно 18 серпня 1865 року після того як було виявлено, що вона хотіла бути там похована. У 1868 році її останки були виявлені неушкодженими, хоча її одежа здебільшого зіпсувалася, тому її замінили.

## Беатифікація
Процес беатифікації відкрився в 1852 році в Римі, який завершився трохи пізніше, і її духовні праці повинні були отримати схвалення, щоб справа могла продовжуватися і щоб богослови могли підтвердити, що її праці не містять нічого що суперечить вірі. Офіційний початок справи відбувся при папі Пії IX 8 січня 1863 р., коли її визнали Слугою Божою.
Підтвердження її героїчнох чеснот 4 березня 1906 р. дозволило папі Пію X назвати її Преподобною.
Два чуда, необхідні для її беатифікації, були досліджені та підтверджені для отримання схвалення підготовчої конгрегації 27 липня 1909 р.
Загальна конгрегація видала своє схвалення трохи пізніше 3 грудня 1918 року. Папа Бенедикт XV затвердив два чуда 6 січня 1919 р. і очолював беатифікацію Таїджі 30 травня 1920 року в Базиліці Святого Петра.
Загалом 30 свідків були викликані для надання свідчень, серед них були її дві дочки, а також багато кардиналів і єпископів. Її тодішній 92-річний чоловік також дав свідчення на користь Анни Марії і з'явився зі згорбленими плечима та спираючись на палицю.
Анна Марія Таїджі проголошена покровителькою матерів і тих хто постраждав від сварок в сім'ї.

### Мощі
Мощі Ании Марії Таїджі знаходяться в церкві Сан Крізогоно, Рим, Італія. Частинка мощей є також в Україні, у храмі святої Анни, в Бориславі.